# Svetlana Boebnenkova
Svetlana Joerjevna Boebnenkova (Russisch: Светлана Юрьевна Бубненкова) (Izjevsk, 2 januari 1973) is een voormalig professioneel wielrenster uit Rusland. Ze vertegenwoordigde haar vaderland driemaal bij de Olympische Spelen: 1996, 2000 en 2004. Haar grootste triomf was het winnen van de Giro Donne in 2002.

## Erelijst
1993
3e etappe Tour de France féminin
Chrono Champenois
1996
7e etappe Ronde van de Aude
 Russisch kampioene tijdrijden
 Russisch kampioene op de weg
1997
3e etappe (deel A) Ronde van de Aude
1999
Puntenklassement Ronde van Italië
7e etappe Grande Boucle Féminine Internationale
2000
 Russisch kampioene tijdrijden
 Russisch kampioene op de weg
6e (deel A) en 7e etappe Ronde van Italië
Puntenklassement Ronde van Italië
6e etappe Grande Boucle Féminine Internationale
Puntenklassement Grande Boucle Féminine Internationale
2002
Trofeo Alfredo Binda
 Russisch kampioene tijdrijden
 Russisch kampioene op de weg
3e en 6e etappe Ronde van Italië
Eindklassement Ronde van Italië
Grote Prijs van Zwitserland
2003
 Russisch kampioene tijdrijden
 Russisch kampioene op de weg
2004
Bergklassement Ronde van Italië
2005
Bergklassement Ronde van de Aude
1e etappe Emakumeen Bira
Eindklassement Emakumeen Bira
2e etappe Giro del Trentino Alto Adige-Südtirol
Eind- en puntenklassement Giro del Trentino Alto Adige-Südtirol
8e etappe Ronde van Italië
Bergklassement Ronde van Italië
2e etappe Ronde van Toscane
2006
Bergklassement Ronde van de Aude
2e etappe Ronde van San Marino
Eind,- punten- en bergklassement Ronde van San Marino
1e en 2e etappe Giro del Trentino Alto Adige-Südtirol
Eindklassement Giro del Trentino Alto Adige-Südtirol
Bergklassement Ronde van de Limousin
5e etappe Ronde van Toscane
Eind- en bergklassement Ronde van Toscane
2007
8e etappe Ronde van Italië
Bergklassement Ronde van Italië
1e (ITT) en 4e etappe Ronde van de Limousin
Eind- en puntenklassement Ronde van de Limousin
2e, 5e, 6e en 7e etappe Route de France
Bergklassement Route de France
2009
Festival Elsy Jacobs
Punten- en bergklassement Ronde van de Limousin
2011
Proloog Gracia-Orlová
Bergklassement Giro del Trentino Alto Adige-Südtirol
 Russisch kampioene op de weg
2013
 Russisch kampioene op de weg

### Resultaten in voornaamste wedstrijden
| Jaar | Ronde van Italië | Ronde van Frankrijk | Ronde van Spanje |
| ---- | ---------------- | ------------------- | ---------------- |
| 1993 |                  | 40e                 |                  |
| 1994 |                  | 8e                  |                  |
| 1995 |                  | 9e                  |                  |
| 1996 |                  | 10e                 |                  |
| 1997 |                  | 8e                  |                  |
| 1998 |                  |                     |                  |
| 1999 | ↑                | 5e (1)              |                  |
| 2000 | 5e (2)           | 7e (1)              |                  |
| 2001 | opgave           | 7e                  |                  |
| 2002 | (2)              | opgave              |                  |
| 2003 | opgave           |                     |                  |
| 2004 | 8e               |                     |                  |
| 2005 | 7e (1)           |                     |                  |
| 2006 | 4e               |                     |                  |
| 2007 | 9e (1)           |                     |                  |
| 2008 |                  |                     |                  |
| 2009 | 5e               |                     |                  |
| 2010 | 55e              |                     |                  |
| 2011 |                  |                     |                  |
| 2012 |                  |                     |                  |
| 2013 |                  |                     |                  |
| 2014 |                  |                     |                  |

| Jaar | Ronde van Vlaanderen | Trofeo Alfredo Binda | Waalse Pijl |  | WK op de weg |
| ---- | -------------------- | -------------------- | ----------- |  | ------------ |
| 1993 |                      |                      |             |  | 20e          |
| 1994 |                      |                      |             |  |              |
| 1995 |                      |                      |             |  | 9e           |
| 1996 |                      |                      |             |  | 25e          |
| 1997 |                      |                      |             |  |              |
| 1998 |                      |                      |             |  |              |
| 1999 |                      |                      | 34e         |  |              |
| 2000 |                      | 4e                   | 16e         |  |              |
| 2001 |                      |                      | 41e         |  | 25e          |
| 2002 |                      | Goud                 | 18e         |  | 40e          |
| 2003 |                      |                      | 26e         |  | 26e          |
| 2004 |                      | 10e                  | 40e         |  | 8e           |
| 2005 |                      |                      |             |  | 56e          |
| 2006 | 53e                  |                      | 31e         |  | 9e           |
| 2007 | 18e                  | 9e                   | 16e         |  | 4e           |
| 2008 |                      |                      |             |  |              |
| 2009 |                      |                      |             |  | opgave       |
| 2010 |                      |                      |             |  |              |
| 2011 |                      |                      | 33e         |  | 11e          |
| 2012 | 39e                  | 45e                  | opgave      |  |              |
| 2013 |                      |                      |             |  | opgave       |
| 2014 |                      | opgave               |             |  |              |

## Ploegen
- 1999 —  Alfa Lum-William Aurora
- 2000 —  Edilsavino
- 2001 —  Edilsavino
- 2002 —  Edilsavino
- 2003 —  Team Prato Marathon Bike
- 2005 —  P.M.B. Fenixs
- 2006 —  Fenix-Colnago
- 2007 —  Fenixs-HPB
- 2008 —  Fenixs
- 2009 —  Fenixs-Edilsavino
- 2010 —  Fenix-Petrogradets
- 2012 —  RusVelo
- 2013 —  Team Pratomagno Women
- 2014 —  Servetto Footon